# Rozkaz nr 227

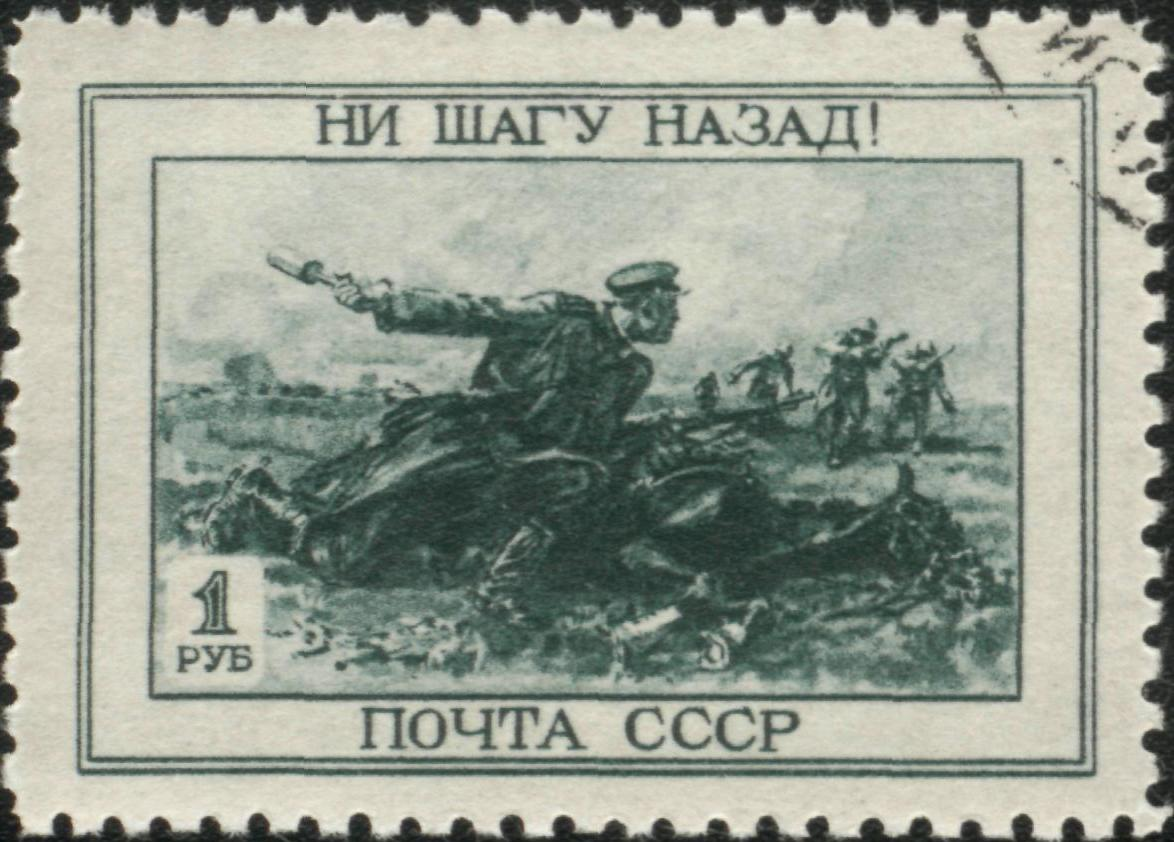
„Ani kroku wstecz!” – radziecki znaczek pocztowy z 1945

Rozkaz nr 227 (ros. Приказ № 227) z 28 lipca 1942 Ludowego Komisarza Obrony Józefa Stalina jest znany również jako rozkaz „Ani kroku wstecz!” (ros. Ни шагу назад!). 

## Historia
Rozkaz nr 227 został wydany 28 lipca 1942 roku jako następstwo klęsk i dezercji z Armii Czerwonej w początkowym okresie wielkiej wojny ojczyźnianej oraz w obliczu sukcesów niemieckiej operacji Fall Blau (opanowanie Kaukazu i południowej Rosji – koniec czerwca 1942) i zbliżania się wojsk hitlerowskich do Stalingradu – miasta noszącego imię wodza.

Rozkaz składał się z dwóch części – ogólnej i szczegółowej. W części ogólnej podane były m.in. dotychczasowe straty ZSRR – 70 mln ludności, i w ujęciu rocznym ponad 800 mln pudów (13 mln ton) zboża oraz ponad 10 mln ton wytapianych metali, podane były stracone obszary i liczne miasta. Otwarcie podane takie liczby i fakty miały być przeciwwagą dla wspomnianych w rozkazie poglądów, że dotychczasowe klęski nie są katastroficzne, że ZSRR ma jeszcze dość powierzchni, ludności, ziemi ornej i przemysłu do dalszego cofania się. Stalin stwierdzał, że w związku z tym: 

...czas już skończyć wycofywanie się. Ani kroku do tyłu! To powinno być teraz nasze główne wezwanie.

 Rozkaz ten mówił m.in. że: 

Nie wolno dalej tolerować dowódców, komisarzy, pracowników politycznych z jednostek i zgrupowań samowolnie opuszczających pozycje bojowe. Nie wolno dalej tolerować sytuacji, gdy dowódcy, komisarze, pracownicy polityczni pozwalają, aby niewielu panikarzy określało sytuację podczas boju, aby pociągali oni do odwrotu pozostałych i otwierali front wrogowi. Panikarze i tchórze powinni być wytępieni na miejscu.

 Jednocześnie w tej części, jako przygotowanie do części drugiej, znalazło się stwierdzenie, że Niemcy podczas zimowego odwrotu 1941/42 utworzyli około 100 kompanii karnych dla żołnierzy, około 10 batalionów karnych dla dowódców, a także specjalne oddziały zaporowe na tyłach niepewnych dywizji.

W części drugiej w punktach podane były konkretne uregulowania. Żaden dowódca – wymieniono rangi od dowódców armii w dół – nie miał prawa do odwrotu bez rozkazu. Za naruszenie tej zasady dowódcy tacy mieli odpowiadać przed sądem wojennym, którego wyrok zwykle oznaczał rozstrzelanie lub skierowanie do oddziałów karnych. Rozkaz oficjalnie tworzył w strukturach Armii Czerwonej bataliony karne frontów (ros. штрафные батальоны, штрафбаты) dla dowódców i pracowników politycznych, kompanie karne armii dla szeregowych i młodszych dowódców i oddziały zaporowe armii (ros. заградительные отряды, загротряды). W ostatniej kwestii Stalin rozkazywał: 

...2.b. sformować w ramach [każdej] armii 3–5 dobrze uzbrojonych oddziałów zaporowych (po 200 ludzi w każdym), rozmieścić je na bezpośrednich tyłach chwiejnych dywizji i zobowiązać je [oddziały zaporowe], aby w przypadku paniki i bezładnego odwrotu jednostek [takich] dywizji rozstrzeliwać na miejscu panikarzy i tchórzy, i tym pomóc szczerym żołnierzom wypełnić swój obowiązek wobec Ojczyzny.

Najbardziej aktywne były struktury powołane rozkazem 227 podczas bitwy stalingradzkiej. Wprawdzie do 15 października 1942 z 193 utworzonych armijnych oddziałów zaporowych (czyli według rozkazu około 40 tysięcy osób) Front Stalingradzki miał ich 16, a Doński 25, ale udział tych oddziałów w wykonaniu rozkazu był największy. Według danych przytoczonych przez I. Pychałowa w almanachu „Wostok” z 2004 ogółem w okresie od 1 sierpnia do 15 października 1942 oddziały te zatrzymały na tyłach 140 tysięcy wojskowych, z czego około 4 tysiące aresztowano, rozstrzelano 1189 osób, do kompanii karnych skierowano około 3 tysięcy, a do batalionów karnych prawie 200 osób, natomiast do macierzystych jednostek oraz do punktów zbiorczych zawrócono 130 tysięcy osób. Oddziały Frontu Stalingradzkiego i Dońskiego (20% z ogólnej liczby oddziałów) w wyżej wymienionym okresie zatrzymały ogółem prawie 52 tysiące wojskowych, czyli prawie 37%; natomiast łącznie rozstrzelały 711 osób, czyli prawie 60% z ogólnej liczby.
Po zmianie sytuacji strategicznej na froncie w wyniku na łuku kurskim omawiane struktury traciły na znaczeniu, i ostatecznie rozkazem Ludowego Komisarza Obrony (Stalina) nr 0349 z 29 października 1944 zostały rozformowane.
Oddziały zaporowe utworzone ma mocy omawianego rozkazu często są mylone z identycznie nazywanymi oddziałami NKWD, istniejącymi od początku wojny niemiecko–radzieckiej i powoływanych na mocy oddzielnych uregulowań m.in. Ławrientija Berii, jak też ze skompletowanymi z funkcjonariuszy NKWD niewielkimi oddziałami zaporowymi podporządkowanych NKWD Wydziałów Specjalnych dywizji i armii. Sporne są też kwestie sposobu ich działań. Poza niekwestionowanymi rozstrzeliwaniami na miejscu twierdzi się zarówno, że żołnierze tych oddziałów strzelali do uciekających własnych żołnierzy, jak też, że strzelali jedynie ponad ich głowami.
W odniesieniu do oddziałów zaporowych NKWD podaje się, że tylko w czasie bitwy pod Stalingradem z wyroków sądów polowych rozstrzelały za tchórzostwo i dezercję około 14 tysięcy żołnierzy jednostek liniowych Armii Czerwonej. Szacuje się, że liczebność tych wynosiła nawet ponad 300 tysięcy ludzi, jakkolwiek liczba ta nie jest w pełni wiarygodna.
Tworzone na mocy rozkazu jednostki karne były przydzielane do najniebezpieczniejszych zadań, a służba w tych oddziałach była i jest tematem wielu wspomnień, książek i filmów rosyjskich, dotąd budząc dyskusje w Rosji.

Tekst rozkazu nr 227
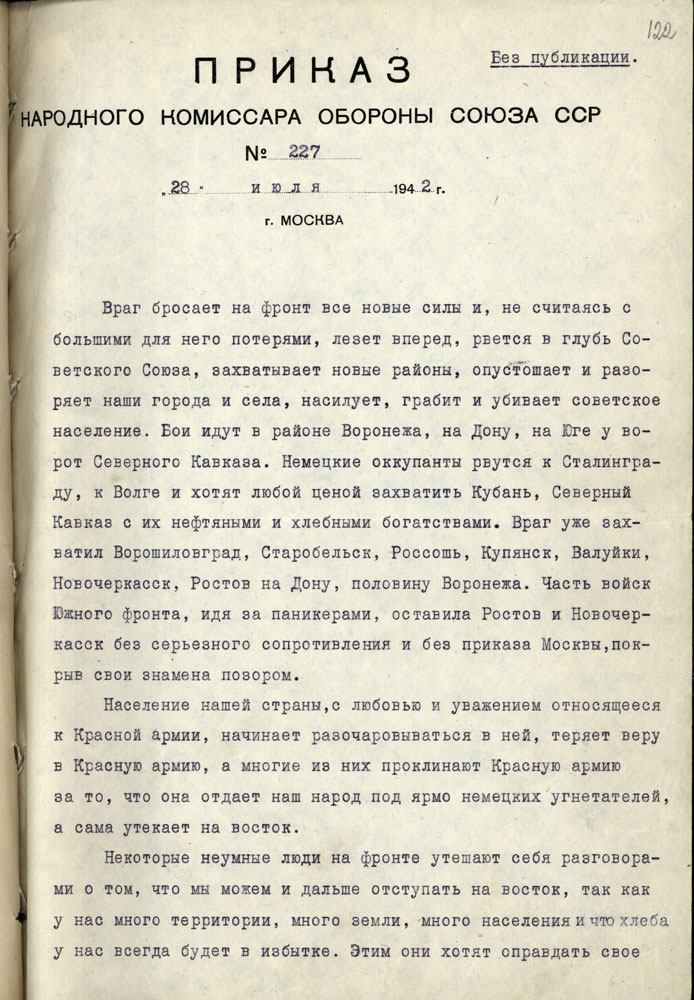
1
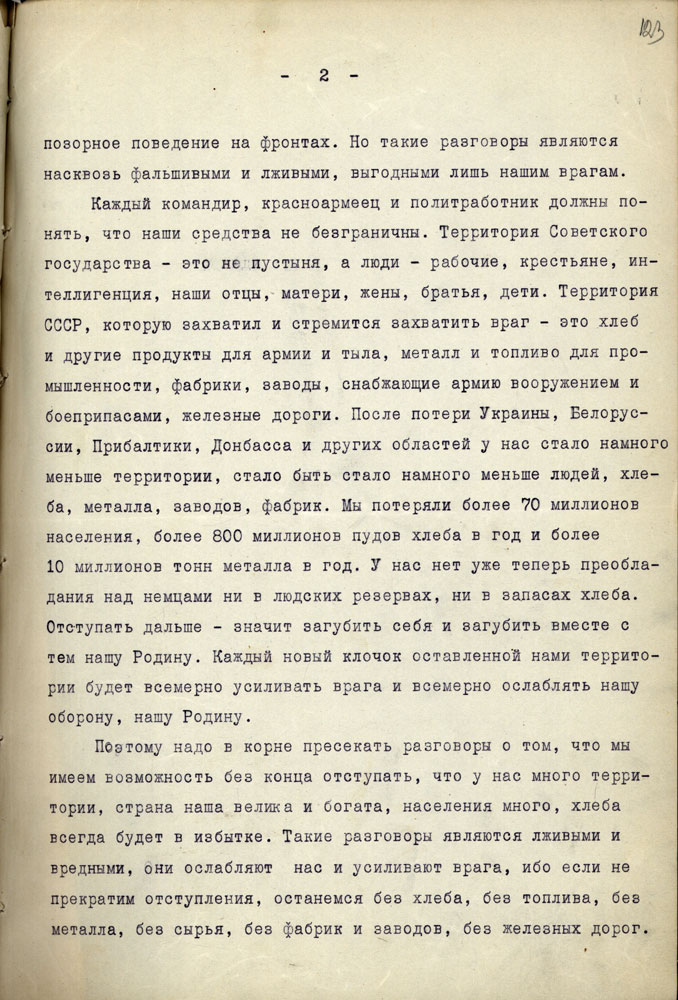
2
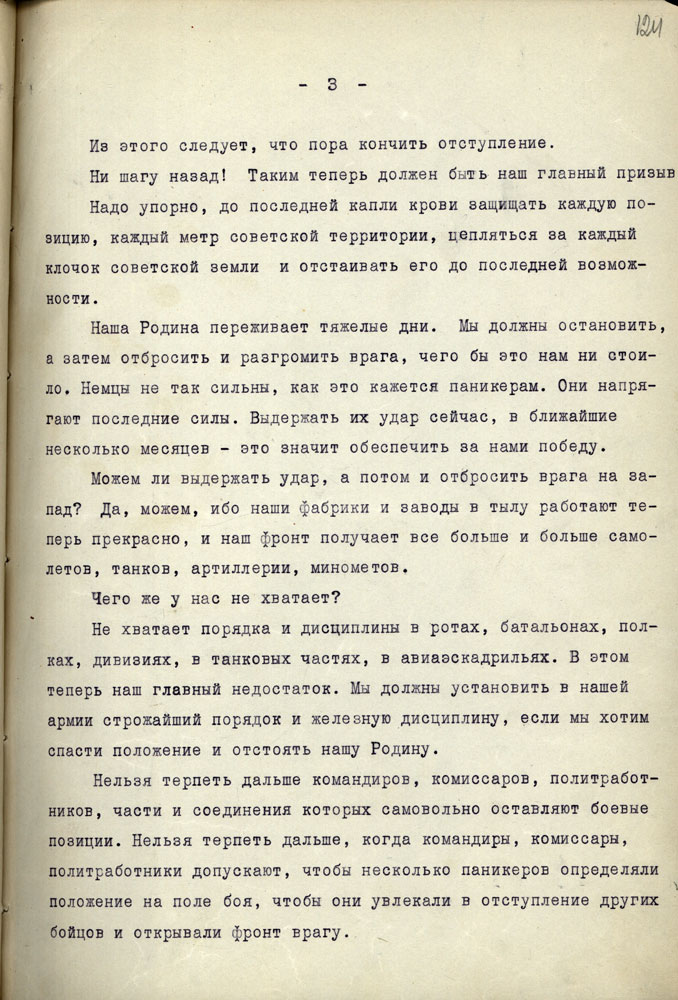
3
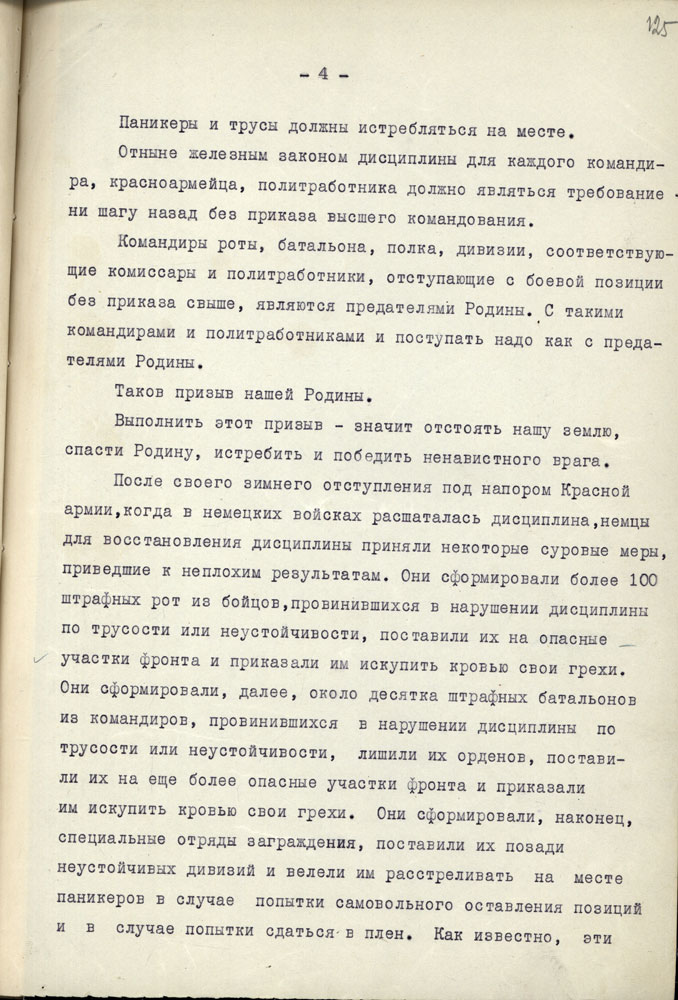
4
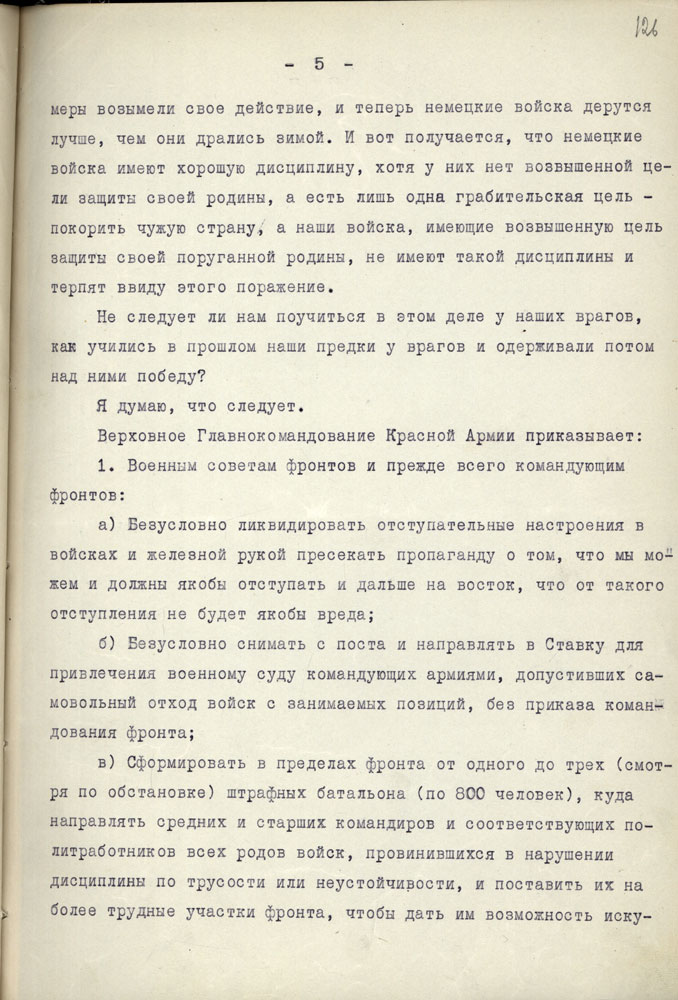
5
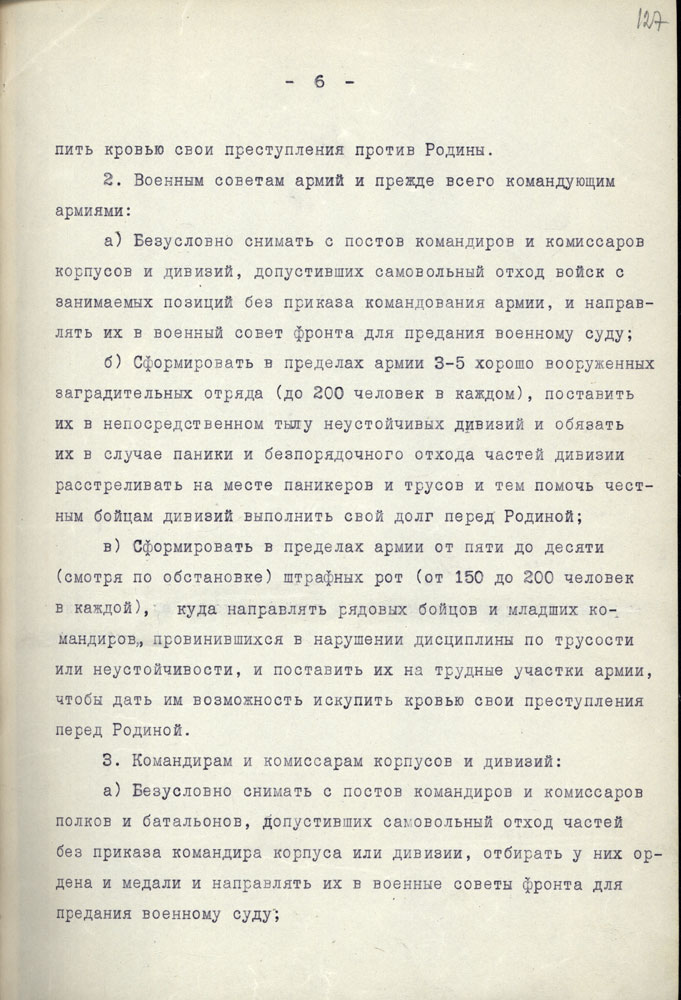
6
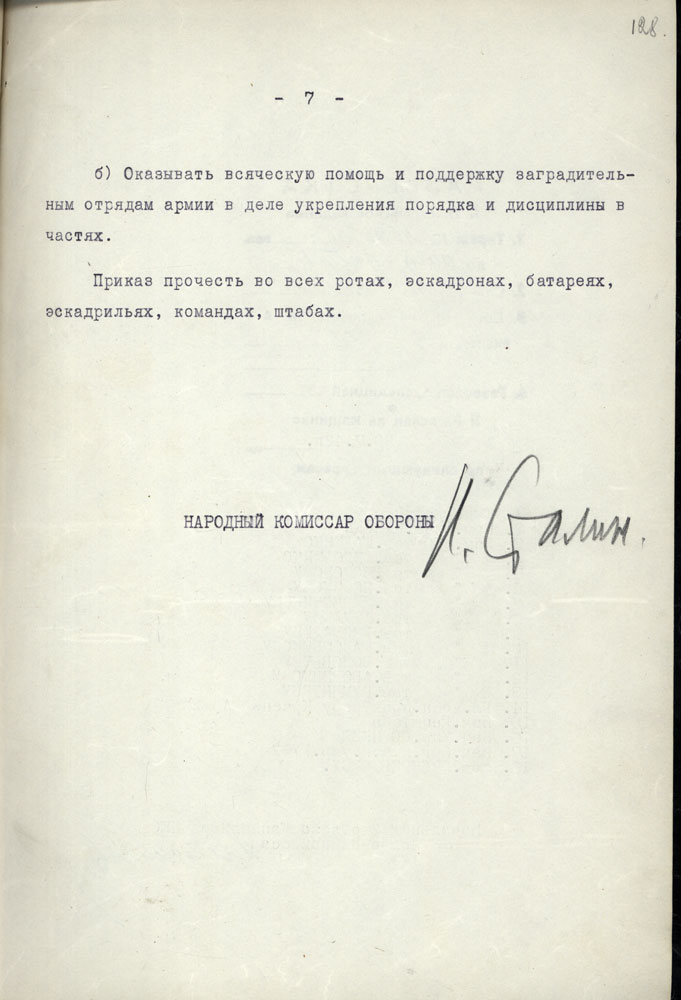
7